# UFC 101
UFC 101: Declaration foi um evento artes marciais mistas promovido pelo Ultimate Fighting Championship, ocorrido em 8 de agosto de 2009 no Wachovia Center, na Filadélfia, nos Estados Unidos. O evento principal foi a luta valendo o Cinturão Peso-Leve do UFC entre B.J. Penn e Kenny Florian, o Campeão Peso-Médio do UFC Anderson Silva também lutou nesse evento contra Forrest Griffin.

## Resultados
Nota 1 Pelo Cinturão Peso-Leve do UFC.

## Premiações
Lutadores receberam um bônus de US$ 60.000
- Luta da noite:  Anderson Silva contra  Forrest Griffin
- Nocaute da Noite:  Anderson Silva
- Finalização da noite:  B.J. Penn